# Moolakaraipatti
Moolakaraipatti (o Mulaikaraipatti) è una suddivisione dell'India, classificata come town panchayat, di 9.484 abitanti, situata nel distretto di Tirunelveli, nello stato federato del Tamil Nadu. In base al numero di abitanti la città rientra nella classe V (da 5.000 a 9.999 persone).

## Geografia fisica
La città è situata a 08° 32' 32 N e 77° 45' 57 E.

## Società

### Evoluzione demografica
Al censimento del 2001 la popolazione di Moolakaraipatti assommava a 4.551 persone, delle quali 4.933 maschi e Nnn femmine. I bambini di età inferiore o uguale ai sei anni assommavano a 1.109, dei quali 578 maschi e 531 femmine. Infine, coloro che erano in grado di saper almeno leggere e scrivere erano 6.600, dei quali 3.466 maschi e 3.134 femmine.